# 克里特島矮猛獁
克里特島矮猛獁（英語：Cretan dwarf mammoth ，學名：Mammuthus creticus）是一種已經滅絕的猛犸象，同時它是最小的一種猛犸象。
根據2006年的DNA研究，計劃將本劃歸古菱齒象亞屬的這一物種的學名“Palaeoloxodon creticus”改作“Mammuthus creticus”(Bate, 1907).，而在2002年曾有另外一些學者則計劃將這一物種的全部大型種移至新亞種名“Elephas antiquus creutzburgi”(Kuss, 1965)之下。2007年，因為Poulakakis等人在2006年提出的理論的問題顯示出了一些2006年DNA研究的不足之處，從而導致了一些新的爭論。然而這個理論中一些形態學證據是可疑的，至少對於將其列入猛犸象屬並沒有太多不利。

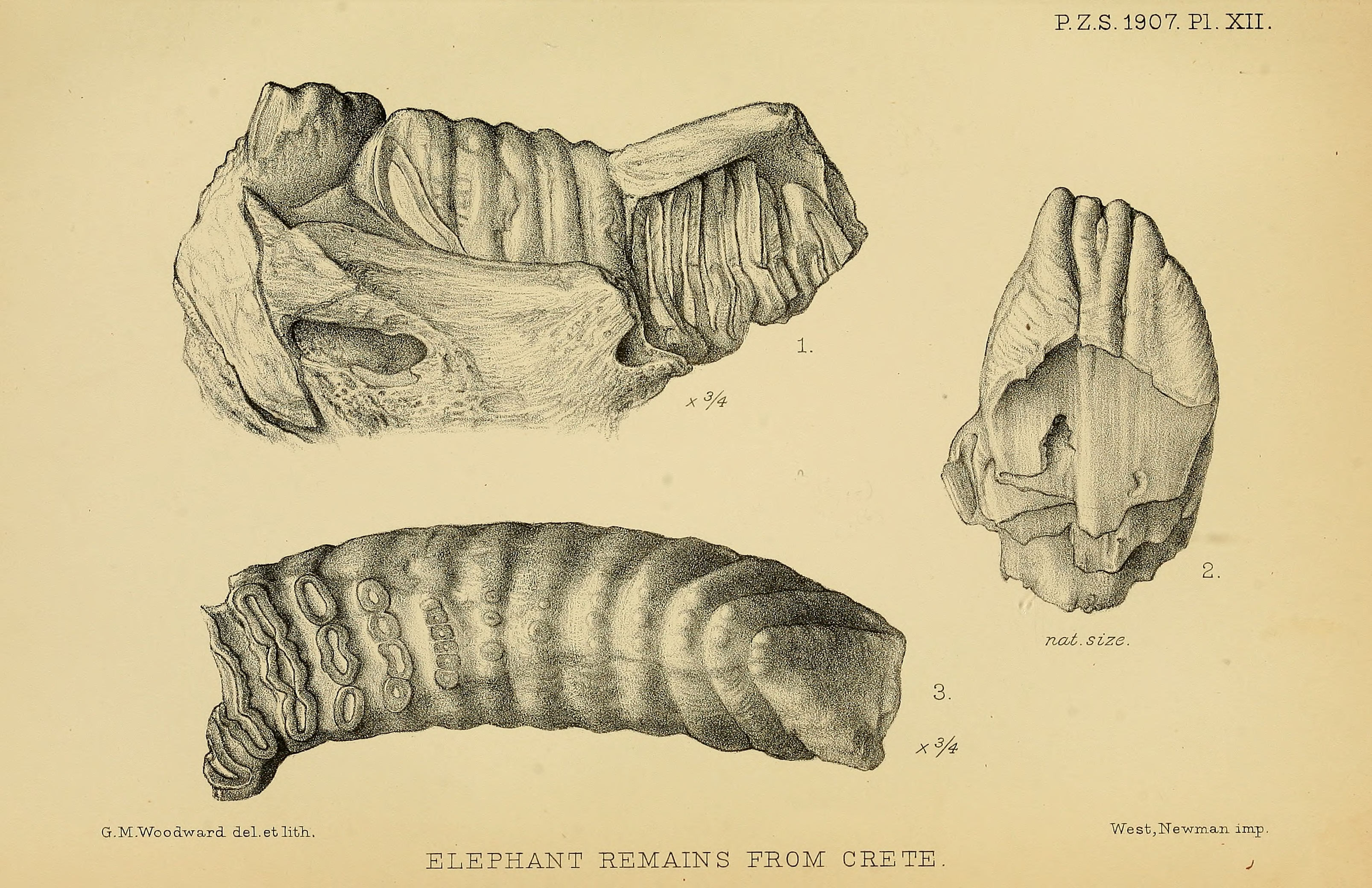
牙齒